# Saurodactylus harrisii
Saurodactylus harrisii — вид геконоподібних ящірок родини Sphaerodactylidae. Мешкає в Марокко і Західній Сахарі. Описаний у 2019 році.

## Поширення і екологія
Saurodactylus harrisii мешкають в прибережних районах на півдні Марокко і в Західній Сахарі, від гирла річки Сус на південь до міста Будждур.